# Aioi
Aioi (相生市?, Aioi-shi) è una città giapponese della prefettura di Hyōgo.